# WWE Raw
WWE Monday Night RAW is een worstelshow die sinds 1993 door de WWE (World Wrestling Entertainment) wordt geproduceerd en wekelijks op maandagavond rechtstreeks wordt uitgezonden door het Amerikaanse kabeltelevisienetwerk USA Network.
Sinds de eerste aflevering wordt WWE Raw rechtstreeks uitgezonden in tien verschillende landen, waaronder de Verenigde Staten, Canada, Groot-Brittannië, Afghanistan (2005), Irak (2006-2007), Zuid-Afrika, Duitsland, Japan, Italië , Mexico en vanaf 30 december 2024 ook in Nederland. In Nederland werd   Raw tot 30 december 2024   uren na de Amerikaanse uitzending verkort uitgezonden op YouTube (anderhalf uur zonder reclame) op WWE's officiële YouTube-kanaal ,

## Geschiedenis

### USA Network (1993–2000)
Op 11 januari 1993 zond het Amerikaanse kabeltelevisienetwerk USA Network de eerste aflevering uit onder de naam WWF Monday Night Raw. RAW staat voor 'Real American Wrestling'. Het programma verving Prime Time Wrestling, dat voorheen acht jaar (1985-1993) lang werd uitgezonden door het USA Network. Het originele format werd een uur lang uitgezonden. Het is een van de grootste en langstlopende worstelshows van de WWE.
Vince McMahon, "Macho Man" Randy Savage en Rob Bartlett waren de oorspronkelijke commentatoren. Later werd Bartlett vervangen door Bobby Heenan.

#### Raw Is War en Monday Night Wars
In september 1995 begon de World Championship Wrestling (WCW) met het liveprogramma WCW Monday Nitro hun nieuwe worstelshow, die eveneens rechtstreeks uitgezonden werd op maandagavonden op TNT. In de tweede helft van de jaren negentig woedde een concurrentiestrijd tussen de twee programma's. Op 11 september 1995 werd zowel Raw als Nitro op hetzelfde moment uitgezonden. De Raw-afleveringen werden soms in het voorgaande weekend opgenomen en de resultaten werden via het internet en door Nitro-commentator Eric Bisschof bekendgemaakt, waardoor de kijkcijfers voor het USA Network tegenvielen, terwijl Nitro steeds meer kijkers trok. Na 84 weken had Raw een hogere geschatte rating dan Nitro en dat bleef zo tot het faillissement van de WCW.
Bekende worstelacteurs in Raw in het begin van de jaren negentig waren onder anderen The Undertaker, Shawn Michaels en Hulk Hogan. Op 3 februari 1997 werd de uitzendduur van Raw met een uur verlengd. Aan het eind van de jaren negentig traden onder anderen Steve Austin, The Rock, Edge, Mankind en Triple H op in Raw.

### Verhuizing naar TNN/Spike TV (2000–2005)
In 2000 besloot de WWF om een nieuw televisiecontract te ondertekenen met TNN (The Nashville Network), dat later hernoemd werd tot Spike TV. Op 25 september 2000 werd de Raw-show voor het eerst uitgezonden op het nieuwe televisienetwerk. In 2001 ging WCW failliet en WWF kocht de rechten van WCW Nitro op, waardoor beide shows werden uitgezonden op TNN. Dit leidde tot de introductie van de "Invasion", een van de bekendste verhaallijnen binnen de WWF.
Na de opkoop van de WCW en de aanslagen op 11 september 2001 werd per 1 oktober 2001 de programmanaam Raw is War vervangen door WWF Raw.

#### WWE Raw en brand extension (2002–2005)
Halverwege het jaar 2002 onderging de WWE een "Brand Extension". De WWE besloot om haar worstelcompetities op te splitsen in twee gescheiden competities met hun eigen verhaallijnen en worstelsterren. Dit leidde tot de vorming van twee verschillende worstelshows: Raw en SmackDown!. De opsplitsing kwam nadat de WWF zowel de failliete WCW als de ECW overnam, waardoor het programma te groot was geworden. Kort na de publieke bekendmaking van de indeling van het rooster, door Linda McMahon, toenmalig vicevoorzitter van WWF, werd de naam van het bedrijf veranderd in World Wrestling Entertainment (WWE).

### Terugkeer naar USA Network (2005–2024)
Op 10 maart 2005 besloten Viacom en WWE om hun per september 2005 aflopende overeenkomst met Spike TV niet te verlengen. Op 4 april 2005 kondigde de WWE een driejarig televisiecontract met NBC Universal aan en keerde Raw terug naar het USA Network. Op 3 oktober 2005 keerde Raw met als titel "WWE Homecoming" terug op die zender. Het was een speciale aflevering die drie uur duurde.
In december 2007 vierde Raw haar vijftienjarig bestaan met een aflevering die drie uur duurde en waarin veel voormalige worstelsterren hun opwachting maakten.
In augustus 2011 besloot de WWE om hun worstelsterren van Raw en SmackDown voortaan in beide shows op te laten treden, waardoor de in 2002 ingevoerde "Brand Extension" ophield te bestaan. Tevens werd de naam van de show tijdelijk veranderd in RAW Supershow
Op 23 juli 2012 zond de WWE de duizendste aflevering van Raw uit; sindsdien duren de uitzendingen drie uur. In januari 2013 vierde Raw zijn twintigste verjaardag.
Op 30 december 2024 werd de laatste uitzending uitgezonden op USA Network.

### Naar Netflix (2025-heden)
sinds 6 januari 2025 word Raw uitgezonden op  Netflix na het akkoord tussen de WWE en Netflix op 23 januari 2024.